# ساحل الشمالي (الساحل الشمالي)
ساحل الشمالي هي إحدى مشيخات المملكة المغربية، تتبع جغرافيا لعمالة طنجة أصيلة وإداريًا لالساحل الشمالي. يقدر عدد سكانها بـ 3005 نسمة حسب الإحصاء الرسمي للسكان والسكنى لسنة 2004.